# Leon Stuchlik
Leon Stuchlik (ur. 25 kwietnia 1931 w Chorzowie, zm. 26 listopada 2022) – polski botanik-paleobotanik, związany z Instytutem Botaniki PAN.

## Życiorys
Był synem Augustyna Stuchlika i Aleksandry Stuchlik, z d. Maciejewskiej.
W 1950 ukończył liceum ogólnokształcące w Chorzowie, w 1955 ukończył studia biologiczne na Wydziale Biologii i Nauk o Ziemi Uniwersytecie Jagiellońskim. W tym samym roku rozpoczął pracę w Instytucie Botaniki PAN, tam w 1963 obronił pracę doktorską napisaną pod kierunkiem Władysława Szafera. Stopień doktora habilitowanego uzyskał w 1968 na Uniwersytecie Jagiellońskim na podstawie pracy Pollen morphology of Polemoniacea przygotowanej na podstawie badań prowadzonych w Szwecji, w 1983 otrzymał tytuł profesora. Od 1982 kierował Zakładem Paleobotaniki, w latach 1990-1999 był dyrektorem Instytutu Botaniki PAN. Przeszedł na emeryturę z końcem 2021.
Od 1981 był członkiem, w tym w latach 1987-1990 przewodniczącym, w latach 1991-1998 wiceprzewodniczącym Komitetu Botaniki PAN. W 1991 został członkiem korespondentem Polskiej Akademii Umiejętności. Od 1986 był redaktorem naczelnym pisma Acta Paleobotanica. Od 1955 należał do Polskiego Towarzystwa Botanicznego, od 1976 do Polskiego Towarzystwa Geologicznego.
W 1986 został odznaczony Złotym Krzyżem Zasługi. Za pracę Atlas of pollen and spores of the Polish Neogene otrzymał w 2007 Medal im. Władysława Szafera, w 2010 został członkiem honorowym Polskiego Towarzystwa Botanicznego.
Jego żona, Barbara Stuchlik również była botanikiem.